# Dorothy Coburn
Pour les articles homonymes, voir Coburn.
Dorothy Coburn est une actrice américaine née le 8 juin 1905 à Great Falls (Montana) et décédée le 15 mai 1978 à Los Angeles (Californie). Elle est principalement connue pour avoir interprété le rôle de l'infirmière du dentiste dans trois films du duo Laurel et Hardy : Les Forçats du pinceau (The Second 100 Years), La Bataille du siècle (The Battle of the Century) et Laissez-nous rire (Leave 'Em Laughing). Coburn se retira à l'arrivée du parlant mais revint un peu plus tard pour doubler la star Ginger Rogers.

## Filmographie
- 1927 : Poursuite à Luna-Park (Sugar Daddies) de Fred Guiol et Leo McCarey (CM) : La fille dans la maison du rire
- 1927 : À bord du Miramar (Sailors Beware !) de Fred Guiol (CM) : la femme dans la chaise (non créditée)
- 1927 : Les Forçats du pinceau (The Second 100 Years) de Fred Guiol (CM) : Flapper
- 1927 : The Way of All Pants de Leo McCarey et F. Richard Jones (CM) : non créditée
- 1927 : Plus de chapeau (Hats Off) de Hal Yates (CM) : Vision
- 1927 : Us de Leo McCarey et James Parrott (CM) :
- 1927 : Mon neveu l’Écossais (Putting Pants on Philip) (CM) : la fille coursée par Philip
- 1927 : La Bataille du siècle (The Battle of the Century) (CM)
- 1928 : Laissez-nous rire (Leave 'Em Laughing) (CM) : l'infirmière du dentiste (non créditée)
- 1928 : Laurel et Hardy à l'âge de pierre (Flying Elephants) de Frank Butler (CM) : la jolie catcheuse
- 1928 : Laurel et Hardy constructeurs (The Finishing Touch) de Clyde Bruckman et Leo McCarey (CM) : l'infirmière
- 1928 :  À la soupe (From Soup to Nuts) de Edgar Kennedy (CM) : une invitée du dîner (non créditée)
- 1928 :  Barnum & Ringling, Inc. de Robert F. McGowan (CM) : la femme qui s'assoit sur un œuf
- 1928 :  La Minute de vérité (Their Purple Moment) de James Parrott (CM) : la fille de Hatcheck (non créditée)
- 1928 :  Un homme à boue (Should Married Men Go Home?) de Leo McCarey et James Parrott (CM) : la combattante pleine de boue (non créditée)
- 1928 :  Rubber Necks de Gus Meins (CM)
- 1928 :  That Night de Arch Heath et Leo McCarey (CM)
- 1928 :  Look Pleasant de Gus Meins (CM)
- 1928 :  Do Gentlemen Snore? de Leo McCarey (CM)
- 1928 :  The Cross Country Bunion Race de Gus Meins (CM)
- 1928 :  All for Geraldine de Gus Meins (CM) : Geraldine
- 1929 :  Sailor Suits de Gus Meins (CM)
- 1929 :  Modern Love de Arch Heath : Half and Half
- 1930 :  Hot -- And How! de Stephen Roberts (CM)
- 1930 :  Up and Down Stairs de Harry Edwards (CM)
- 1936 :  Yellow Dust de Wallace Fox : figuration (non créditée)